# سونائه ایندوستریا
سونائه ایندوستریا (به پرتغالی: Sonae Indústria) شرکت کالاهای چوبی پرتغالی است، که در سال ۱۹۵۹ توسط گروه سونائه تأسیس شد. 
شرکت سونائه ایندوستریا طیف وسیعی از محصولات بر پایه چوب را تولید و در ۱۲ کشور جهان عرضه می‌کند. این محصولات شامل؛ انواع کالاها و سازه‌های چوبی، کامپوزیت‌ها، دکوراسیون‌ها و لوازم خانگی چوبی می‌باشد.
دفتر مرکزی این شرکت در شهر مایا، پرتغال قرار دارد و بخشی از سهام آن در بازار بورس یورونکست لیسبون معامله می‌شود.